# 塩原町
塩原町（しおばらまち）は、栃木県北部に位置し、那須郡に属していた町である。
西那須野町への通勤率は9.8%（平成12年国勢調査）。2005年（平成17年）1月1日、黒磯市・西那須野町との合併により那須塩原市の一部となった。
箒川沿いに位置する塩原温泉郷が有名。廃町時は那須郡に属していたが、当初は塩谷郡に属していた。

## 地理
- 山：前黒山、比津羅山
- 河川：箒川
- 湖沼：八汐ダム

## 歴史

### 沿革
- 1889年4月1日 - 塩谷郡塩原村、箒根村（ほうきねむら）が発足。
- 1919年8月1日 - 塩原村が町制施行、塩原町となる。
- 1956年9月1日 - 塩原町・箒根村が合併し、新しい塩原町となる。
- 1982年4月1日 - 塩谷郡から那須郡へ転属。
- 2005年1月1日 - 黒磯市・西那須野町と新設合併して那須塩原市となる。

## 行政
- 町長：平山喜助（閉町時）

## 地域

### 教育
旧塩原町内の小中学校は、那須塩原市発足後に再編され、すべて義務教育学校になった。

#### 中学校
- 塩原町立塩原中学校（⇒那須塩原市立塩原小中学校）
- 塩原町立箒根中学校（⇒那須塩原市立箒根学園）

#### 小学校
- 塩原町立塩原小学校（⇒那須塩原市立塩原小中学校）
- 塩原町立上塩原小学校（⇒那須塩原市立塩原小学校⇒那須塩原市立塩原小中学校）
- 塩原町立関谷小学校（⇒那須塩原市立箒根学園）
- 塩原町立横林小学校（⇒那須塩原市立箒根学園）
- 塩原町立金沢小学校（⇒那須塩原市立関谷小学校⇒那須塩原市立箒根学園）
- 塩原町立大貫小学校（⇒那須塩原市立箒根学園）

## 交通

### 鉄道
町内を鉄道路線は通っていない。鉄道を利用する場合の最寄り駅は、JR東日本東北本線西那須野駅、野岩鉄道会津鬼怒川線上三依塩原温泉口駅など。東北新幹線那須塩原駅も近い。

### バス
- JRバス関東
  - 那須塩原駅〜西那須野駅〜アグリパル塩原〜塩原温泉
- ゆ～バス(JRバス関東 業務委託)
  - 上三依塩原温泉口駅〜上塩原〜塩原温泉
  - 塩原温泉〜(循環)〜塩原温泉

### 道路
- 有料道路
  - 日塩もみじライン（県道藤原塩原線の一部、2020年無料化）
- 一般国道
  - 国道400号
- 県道（主要地方道）
  - 栃木県道19号藤原塩原線
  - 栃木県道30号矢板那須線
  - 栃木県道56号下塩原矢板線

## 名所・観光スポット
- 塩原温泉郷
- ハンターマウンテン塩原
- 小太郎ヶ淵
- 源三窟
- 箱の森プレイパーク
- もみじ谷大吊橋
- 木の葉化石園
- 竜化の滝
- 回顧の吊橋
- 七ツ岩吊橋